# Loup gris en Russie

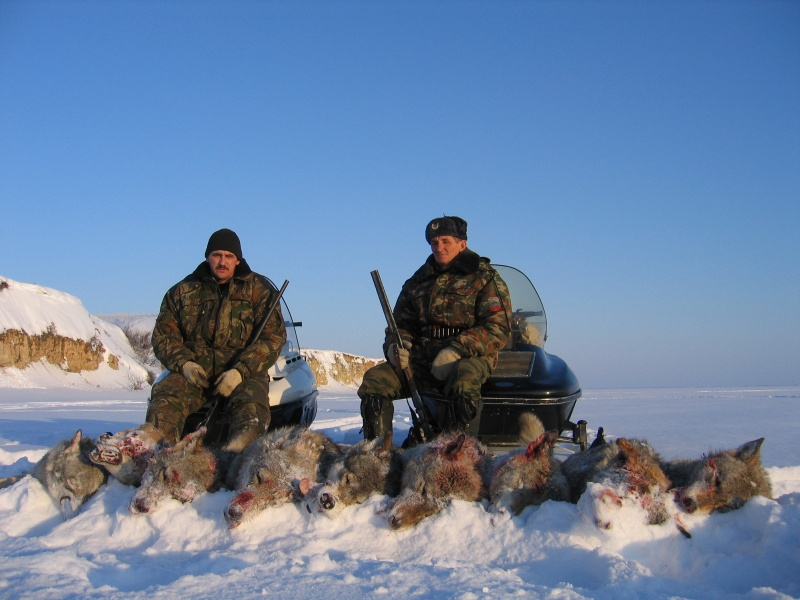
Chasse aux loups dans le district de Kamyshinsky dans l'Oblast de Volgograd.

Les estimations de 2011 à 2015 de la population de loups gris en Russie sont de 39 980 ± 1 200 animaux. De manière globale, le nombre de loups en Russie est étroitement lié à l'histoire russe. Après la Première Guerre mondiale et la Guerre civile russe (1914-1923), la population de loups a connu une augmentation spectaculaire. Elle a été ensuite réduite grâce à un contrôle intensif de la population. Pendant la Seconde Guerre mondiale (1939-1945), le contrôle des loups a été interrompu et la population a de nouveau augmenté. Par la suite, des primes ont été versées pour tuer les loups, ce qui a entraîné un déclin de la population. Dans les années 1990, après l'effondrement de l'Union soviétique, le contrôle de la population a cessé et le nombre de loups a connu une augmentation vertigineuse.
En Russie, en 2001, la chasse au loup est ouverte toute l'année.
Canis lupus communis, communément appelé le Loup de Russie, est une sous-espèce du Loup gris qui n'est pas reconnue par tous les taxonomistes. Son aire de répartition est le centre de la Russie.
En Sibérie se trouve également la sous-espèce Canis lupus albus.